# VHS
 Ovo je glavno značenje pojma VHS. Za višenamjensku hrvatsku strojnicu pogledajte VHS (jurišna puška).
Video Home System (poznatiji po kratici VHS) standardizirani je format za snimanje i reprodukciju analognih videovrpci u kasetnom kućištu koji je razvila japanska tvrtka Victor Company of Japan (JVC).
Sedamdesetih godina dvadesetog stoljeća povoljno snimanje i reprodukcija videozapisa (u domeni široke potrošnje) postali su važan čimbenik televizijske industrije. Kao i kod mnogih drugih tehnološkoh inovacija svaka od nekoliko tvrtki koje su se probijale na tržište pokušavala je nametnuti svoj tehnološki standard. Na vrhuncu nadmetanja videoformata dva su bila najzapaženija u medijima: VHS i Betamax. U konačnici je VHS prevagnuo dominirajući tržištem kućne elektronike do kraja ere videokaseta.
Devedesetih godina standardizirani formati optičkih diskova počeli su nuditi potrošačima bolju kakvoću od videovrpce. LaserDisc, najraniji među takvim formatima, nije bio naširoko prihvaćen, ali je njegov nasljednik DVD (Digital Versatile Disc) postao globalno poznat i korišten. Zamijenio je VHS postavši pretpostavljena metoda distribucije nakon 2000. Godine 2006. filmski studiji u Sjedinjenim Državama prestali su izdavati nove filmove u VHS formatu; godine 2008. isporučena je posljednja pošiljka.